# I. Artabanosz pártus király
'I. Artabanosz (pártus nyelven 𐭍𐭐𐭕𐭓 Ardawān) a Pártus Birodalom királya i. e. 127-től I. e. 124/3-ig. Régebbi forrásokban II. Artabanoszként szerepel, mert I. Artabanoszt tévesen azonosították II. Arszakésszel.  Idős korában került a trónra, miután unokaöccse, II. Phraatész elesett a keleti nomádokkal vívott harcban. Néhány évvel később Artabanosz is erre a sorsra jutott. A birodalom élén fia, II. Mithridatész követte.

## Uralkodása

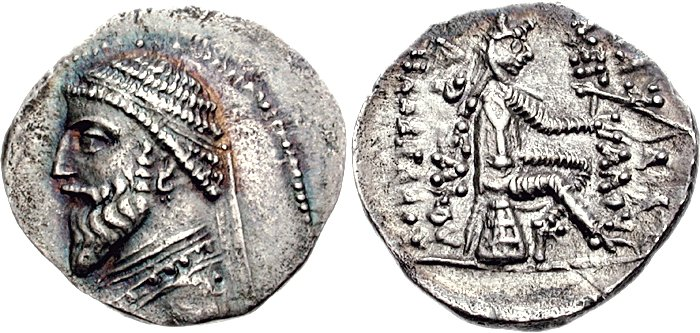
I. Artabanosz pénze

Artabanosz Pripatiosz király fiatalabbik fia volt. Neve az óperzsa Arta-bānu ("Arta dicsősége") személynévből származik, melynek pártus és középperzsa formája Ardawān. A görög Artabanosz (Ἁρτάβανος) ennek átirata.
II. Phraatész igen fiatalon, utód nélkül halt meg i. e. 127-ben, így a trónon legközelebbi rokona, nagybátyja követte. Artabanosz ekkor már igen öreg lehetett, tekintve hogy apja még i. e. 176-ban meghalt. Bátyjától eltérően nem használta az óperzsa eredetű "királyok királya" címet, akárcsak unokaöccse, a "nagykirály" megszólítást követelte meg. A többi pártus uralkodóhoz hasonlóan pénzein nem a saját nevét, hanem az Arszakész nevet, a dinasztia alapítójáét tüntette fel. Emellett az általa veretett pénzeken I. Mithridatészhez és II. Phraatészhez hasonlóan látható a "philhellén" (görögbarát) jelző is, melyet a Szeleukida Birodalomtól elhódított hatalmas területen élő nagyszámú görög nyelvű lakosság kedvéért vettek fel. Szintén őket követte abban, hogy fején hellenisztikus diadémot viselt, de nadrágos ruházata és hosszú szakáála azt jelzi, hogy egyúttal tartotta magát a pártus hagyományokhoz is.
Artabanosz idején a Pártus Birodalom válságát élte. Neki is harcolia kellett a kelet felől betörő nomád szakák és jüecsik ellen és állítólag adót is fizetett nekik. Kihasználva nehézségeit, a félig-meddig vazallus dél-mezopotámiai Harakéné kormányzója, Hüszpaoszinész kikiáltotta függetlenségét, elfoglalta Babilont és az általa vert pénzek alapján Mezopotámia egyéb részeit is. Artabanosz a keleti határvidéken maradt, mert a nomád jelentette fenyegetést sürgetőbbnek ítélte. I. e. 124-ben vagy 123-ban el is esett a jüecsikkel vívott egyik összecsapásban; állítólag a karján kapott súlyos sebet. A birodalom élén fia, II. Mithridatész követte, akinem nemcsak a nomádokkal számolt le végleg, de nyugaton is sikeresen terjeszkedett, igazi nagyhatalommá formálva a Pártus Birodalmat.

## Fordítás
- Ez a szócikk részben vagy egészben  az   Artabanus I of Parthia című angol Wikipédia-szócikk ezen változatának fordításán alapul.  Az eredeti cikk szerkesztőit annak laptörténete sorolja fel. Ez a jelzés csupán a megfogalmazás eredetét és a szerzői jogokat jelzi, nem szolgál a cikkben szereplő információk forrásmegjelöléseként.

| Előző uralkodó: II. Phraatész | Pártus király I. e. 127 – I. e. 124/3 | Következő uralkodó: II. Mithridatész |